# 韦伊蒂
韦伊蒂，是匈牙利巴兰尼亚州所辖的一个村。总面积9.76平方公里，总人口159，人口密度16.3人/平方公里（2011年1月1日）。